# Discografia Lenei Meyer-Landrut
Discografia cântăreței germane Lena Meyer-Landrut conține patru albume de studio, zece discuri single, un album live și șapte videoclipuri. Lena a câștigat Concursul Muzical Eurovision 2010 cu prima sa înregistrare, „Satellite”, care a fost lansat în martie 2010.
Meyer-Landrut a câștigat selecția națională Unser Star für Oslo, un program de televiziune pentru alegerea reprezentantului la Concursul Muzical Eurovision. Cu cele trei interpretări din finală („Bee”, „Satellite” și „Love Me”), ea a stabilit un record all-time pentru Germania, debutând cu trei melodii clasate în primele cinci.
"Satellite" a debutat pe primul loc în Germania, și a primit trei discuri de aur. În mai 2010, Meyer-Landrut a lansat primul album de studio, My Cassette Player, care a debutat pe primul loc în clasamentele din Germania, Austria și pe trei în Elveția.
Cel de al doilea album lansat de Lena este Good News a fost lansat pe 12 octombrie 2012.A debutat în topul Germaniei pe prima poziție. Primul single lansat,Taken by a Stranger,a fost lansat pe 18 februarie 2011,single ce a reprezentat Germania la Concursul Muzical Eurovision 2011,terminând concursul pe locul 10. Single-ul a urcat până pe poziția secundă în clasamentul german. Albumul s-a vândut în mai mult de 200.000 de copii.
Stardust este cel de al treilea album de studio lansat de Lena.Albumul a fost lansat pe 12 octombrie 2012.Primul single de pe album a fost lansat pe 21 septembrie 2012, și poartă numele albumului,Stardust.Albumul și single-ul au debutat împreună în clasamentul german pe poziția secundă.Albumul și single-ul au fost certificate cu platină pentru vânzări de peste 100.000 de copii,respectiv 150.000 de copii.
Lena a lansat cel de-al patrulea album de studio din cariera sa,numit Crystal Sky, pe data de 15 mai 2015. Albumul a debutat pe poziția secundă în topul german,fiind și poziția maximă atinsă în top.Primul single de pe album, Traffic Lights, a fost lansat pe 1 mai 2015,cu două săptămâni înainte de lansarea albumului.Single-ul a ajuns în topul german până pe locul 14.

## Albume studio
| An   | Cântec | Poziția maximă | Poziția maximă | Poziția maximă | Poziția maximă | Certificate       |
| An   | Cântec | GER            | AUT            | SWI            | EUR            | Certificate       |
| ---- | --- | -------------- | -------------- | -------------- | -------------- | ----------------- |
| 2010 | My Cassette Player - Lansat: 7 mai 2010 - Casă de discuri: USFO, Universal Music - Formate: CD, digital download     | 1              | 1              | 3              | 5              | - GER: 5 × Aur    |
| 2011 | Good News - Lansat: 8 februarie 2011 - Casă de discuri: USFO, Universal Music - Formate: CD, digital download        | 1              | 7              | 15             | -              | - GER:1 × Platină |
| 2012 | Stardust - Lansat: 12 octombrie 2012 - Casă de discuri: USFO, Universal Music - Formate: CD, digital download, Vinyl | 2              | 14             | 31             | -              | - GER: 1 × Aur    |
| 2015 | Crystal Sky - Lansat: 15 mai 2015 - Casă de discuri: USFO, Universal Music - Formate: CD, digital download, Vinyl    | 2              | 25             | 40             | -              |                   |

## Albume Live
| Titlu          | Detalii |
| -------------- | --- |
| Good News Live | - Lansat: 9 mai 2011 - Casă de discuri: Universal - DVD înregistrat live pe 15 aprilie 2011 la Festhalle Frankfurt am Main,Frankfurt |

## Singles
| An   | Cântec                | Poziția maximă | Poziția maximă | Poziția maximă | Poziția maximă | Poziția maximă | Poziția maximă | Poziția maximă | Poziția maximă | Poziția maximă | Poziția maximă | Poziția maximă | Certificate        | Album                      |
| An   | Cântec                | GER            | AUS            | AUT            | DEN            | FIN            | NET            | NOR            | SWE            | SWI            | UK             | EUR            | Certificate        | Album                      |
| ---- | --------------------- | -------------- | -------------- | -------------- | -------------- | -------------- | -------------- | -------------- | -------------- | -------------- | -------------- | -------------- | ------------------ | -------------------------- |
| 2010 | „Satellite”           | 1              | 37             | 2              | 2              | 1              | 5              | 1              | 1              | 1              | 30             | 1              | - GER: 2 × Platină | My Cassette Player         |
| 2010 | „Bee”                 | 3              | —              | 27             | —              | —              | —              | —              | —              | 29             | —              | —              |                    | My Cassette Player         |
| 2010 | „Love Me”             | 4              | —              | 28             | —              | —              | —              | —              | —              | 39             | —              | —              |                    | My Cassette Player         |
| 2010 | „Touch a New Day”     | 13             | —              | 26             | —              | —              | —              | —              | —              | —              | —              | —              |                    | My Cassette Player         |
| 2011 | „Taken by a Stranger” | 2              | —              | 18             | —              | —              | —              | —              | —              | 29             | 117            | —              |                    | Good News                  |
| 2011 | „What a Man”          | 21             | —              | —              | —              | —              | —              | —              | —              | —              | —              | —              |                    | Good News                  |
| 2012 | „Stardust”            | 2              | —              | 14             | —              | —              | —              | —              | —              | 74             | —              | —              | - GER: 1 × Aur     | Stardust                   |
| 2013 | „Neon”                | 38             | —              | —              | —              | —              | —              | —              | —              | —              | —              | —              | (15.3.2013)        | Stardust                   |
| 2013 | „Mr. Arrow Key”       | 46             | -              | —              | —              | —              | —              | —              | —              | —              | —              | —              | (17.5.2013)        | Stardust                   |
| 2015 | „Traffic Lights”      | 14             | —              | 73             | —              | —              | —              | —              | —              | —              | —              | —              |                    | Crystal Sky                |
| 2015 | ,,Wild & Free”        | 8              | —              | 32             | —              | —              | —              | —              | —              | —              | —              | —              |                    | Fack ju Göhte 2 Soundtrack |
| 2015 | ,,Catapult”           | —              | —              | —              | —              | —              | —              | —              | —              | —              | —              | —              |                    | Crystal Sky                |

## Videoclipuri
| An   | Titlu               | Director                               |
| ---- | ------------------- | -------------------------------------- |
| 2010 | Satellite           | Frank Paul Husmann, Manfred Winkens    |
| 2010 | Touch a New Day     | Marten Persiel                         |
| 2011 | Taken by a Stranger | Wolf Gresenz                           |
| 2011 | What a Man          | Wolf Gresenz                           |
| 2012 | Stardust            | Bode Brodmüller (von Høbrecht Animals) |
| 2013 | Neon                | Bode Brodmüller (von Høbrecht Animals) |
| 2013 | Mr. Arrow Key       | Sandra Ludewig                         |
| 2013 | Revolution          |                                        |
| 2015 | Traffic Lights      | Julian Ticona Cuba & Daniel Bartels    |
| 2015 | Wild & Free         | Vi-Dan Tran                            |
| 2015 | Catapult            | Vi-Dan Tran & Shawn Bu                 |
| 2015 | Home                | Vi-Dan Tran & Shawn Bu                 |